# Honorowa Odznaka Zasługi im. mjr. Jana Piwnika „Ponurego”
Honorowa Odznaka Zasługi im. mjr. Jana Piwnika „Ponurego” (pierwotnie: Krzyż Policyjny im. „Ponurego”) – odznaka za zasługi przyznawana policjantom z garnizonu świętokrzyskiego. Państwowym odpowiednikiem odznaki jest reaktywowany w 1992 Krzyż Zasługi za Dzielność. Odznace patronuje mjr Jan Piwnik „Ponury”.

## Historia
Odznaka ustanowiona została 15 czerwca 1991 r., w klasztorze oo. Cystersów w Wąchocku, z inicjatywy Środowiska Świętokrzyskich Zgrupowań Partyzanckich Armii Krajowej "Ponury"-"Nurt" i przy współpracy ówczesnego Komendanta Wojewódzkiego Policji w Kielcach nadkom. Jacentego Frydrycha. Pod aktem erekcyjnym podpisali się oficerowie i żołnierze Środowiska "Ponury"-"Nurt", którzy utworzyli Kapitułę Krzyża Policyjnego: Zdzisław Rachtan "Halny" (przewodniczący), Andrzej Kasten "Zulejka" (projektant odznaczenia), Edmund Rachtan "Kaktus", Jerzy Stefanowski "Habdank", Jerzy Szczerba "Mirt", Marian Świderski "Dzik" (Senior Środowiska) oraz Zdzisław Witebski "Poraj".
Odznaczenie ustanowiono "dla uczczenia sławnej pamięci naszego Komendanta poległego na polu chwały w boju o Polskę wolną, demokratyczną i sprawiedliwą, widząc jak na naszych oczach nabiera realnych kształtów – pielęgnowania przez mroczne lata okupacji oraz upokarzający okres dominacji obcej narodowi ideologii – wizja niepodległej Ojczyzny; dla wsparcia tych procesów i podkreślenia ich dziejowego znaczenia".
Krzyż Policyjny (a następnie Odznaka) przyznawany miał być wyłącznie policjantom "za wybitne zasługi dla wolnej i demokratycznej Rzeczypospolitej", a w szczególności za:
- "nieprzeciętną odwagę wykazaną podczas wykonywania obowiązków zawodowych w sytuacji bezpośrednio zagrażającej życiu;
- uratowanie życia lub zdrowia ludzkiego albo też mienia wielkiej wartości, połączone z narażeniem na znaczne i realne niebezpieczeństwo;
- mądrość, dalekowzroczność i rozwagę w pracy bezpośredniej lub kierowaniu działaniami Policji, jeśli w rezultacie nastąpiła poprawa stanu bezpieczeństwa, wzrosło poszanowanie prawa lub umocnił się słuszny autorytet Policji".

## Opis odznaki
Honorowa Odznaka Zasługi im. mjr. Jana Piwnika „Ponurego” ma wygląd gwiazdy. Wzorowana jest na policyjnej odznace identyfikacyjnej. Wykonana została w kolorach srebrnym i niebieskim – policyjnym (ramiona). Na górnym ramieniu widnieją litery RP (Rzeczpospolita Polska), na dolnym PP (Policja Państwowa). Na bocznych ramionach posiada napis LAUS / TIBI (Chwała Tobie). W środku odznaczenia wpisany jest jeleń św. Emeryka (symbol regionu świętokrzyskiego) i kotwica Polski Walczącej – oficjalny znak Środowiska Świętokrzyskich Zgrupowań Partyzanckich Armii Krajowej „Ponury”– „Nurt”.
Odznakę nosi się bezpośrednio na lewej kieszeni kurtki mundurowej lub zawieszoną na lewej kieszeni na krajce świętokrzyskiej w kolorach czerwono-czarnym.